# Unione Sportiva Peloro 1933-1934
Questa voce raccoglie le informazioni riguardanti l'Unione Sportiva Peloro nelle competizioni ufficiali della stagione 1933-1934.

## Rosa
| N. |                   | Ruolo | Calciatore             |
| -- | ----------------- | ----- | ---------------------- |
|    | Italia (bandiera) | A     | Ungaro Arena           |
|    | Italia (bandiera) | C     | Arnaud                 |
|    | Italia (bandiera) |       | Bensone (I)            |
|    | Italia (bandiera) | P     | Bensone (II)           |
|    | Italia (bandiera) |       | Buonasera              |
|    | Italia (bandiera) | A     | Cantella               |
|    | Italia (bandiera) | C     | Pasquale Cardine       |
|    | Italia (bandiera) |       | Celeste (III)          |
|    | Italia (bandiera) | A     | Pietro Cotugno         |
|    | Italia (bandiera) | A     | Trieste De Fazio       |
|    | Italia (bandiera) | C     | Fedele                 |
|    | Italia (bandiera) |       | Giacomo Fidomanzo (II) |
|    | Italia (bandiera) | C     | Gravagna               |
|    | Italia (bandiera) |       | Iaccardino             |

| N. |                   | Ruolo | Calciatore          |
| -- | ----------------- | ----- | ------------------- |
|    | Italia (bandiera) | C     | Luigi Lucchesi      |
|    | Italia (bandiera) | P     | Martino (II)        |
|    | Italia (bandiera) | P     | Giovanni Monteleone |
|    | Italia (bandiera) | P     | Moschella           |
|    | Italia (bandiera) |       | Pace                |
|    | Italia (bandiera) | A     | Mario Passamonte    |
|    | Italia (bandiera) | D     | Giovanni Pugliatti  |
|    | Italia (bandiera) | A     | Renato Quartarone   |
|    | Italia (bandiera) |       | Rando               |
|    | Italia (bandiera) | D     | Roberto             |
|    | Italia (bandiera) | A     | Cesare Stagnini     |
|    | Italia (bandiera) | C     | Giuseppe Toscano    |
|    | Italia (bandiera) | P     | Tricomi             |
|    | Italia (bandiera) |       | Virgilio            |